# Сент-Элали (Ардеш)
Сент-Элали́ (фр. Sainte-Eulalie, окс. Santa Eulàlia) — коммуна во Франции, находится в регионе Рона — Альпы. Департамент коммуны — Ардеш. Входит в состав кантона Бюрзе. Округ коммуны — Ларжантьер.
Код INSEE коммуны — 07235.

## Население
Население коммуны на 2008 год составляло 232 человека.
| 1962 | 1968 | 1975 | 1982 | 1990 | 1999 | 2008 |
| ---- | ---- | ---- | ---- | ---- | ---- | ---- |
| 332  | 388  | 349  | 314  | 302  | 253  | 232  |

## Экономика
В 2007 году среди 137 человек в трудоспособном возрасте (15—64 лет) 91 были экономически активными, 46 — неактивными (показатель активности — 66,4 %, в 1999 году было 72,0 %). Из 91 активных работали 87 человек (48 мужчин и 39 женщин), безработных было 4 (2 мужчин и 2 женщины). Среди 46 неактивных 8 человек были учениками или студентами, 20 — пенсионерами, 18 были неактивными по другим причинам.

## Фотогалерея

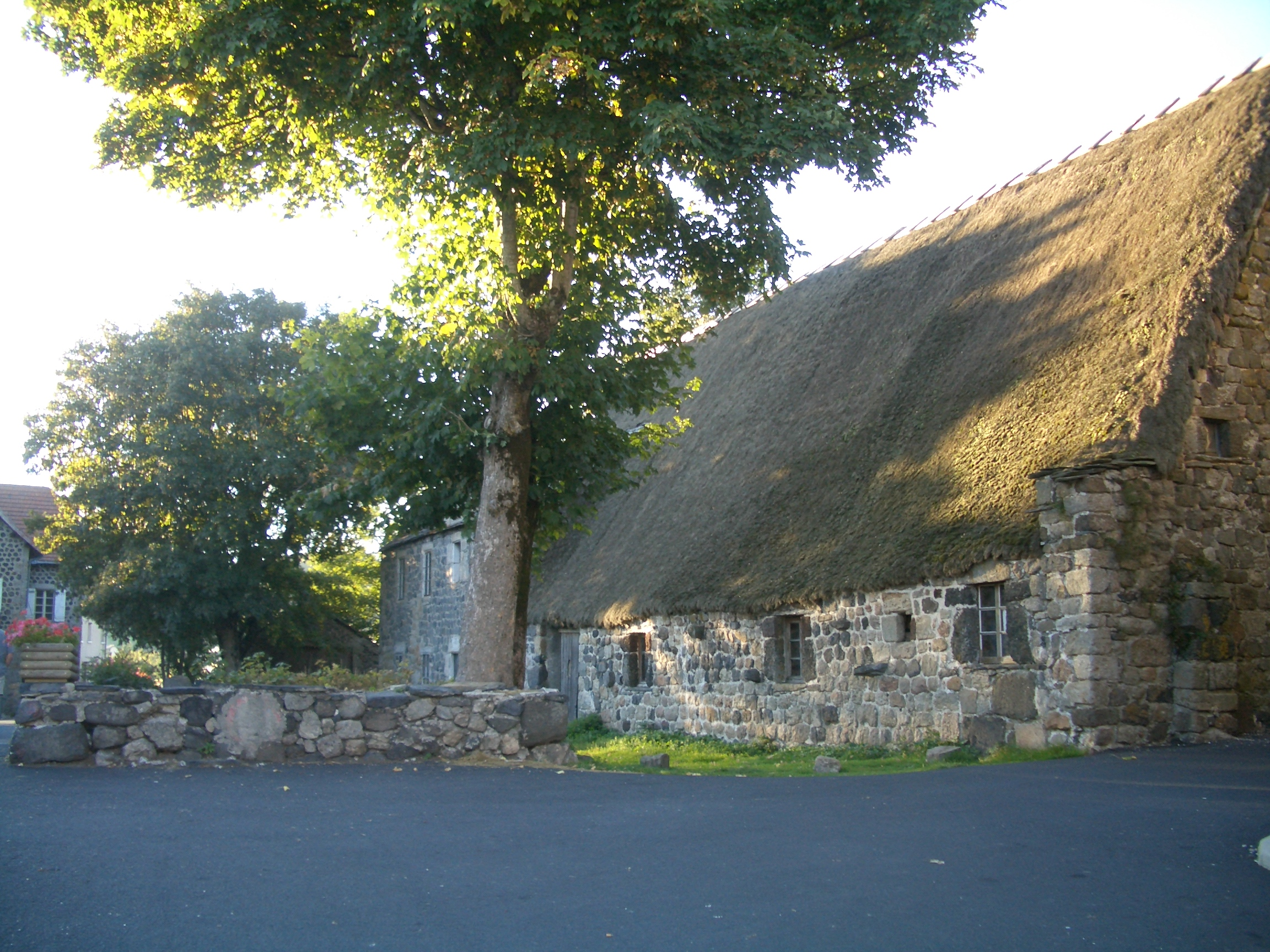
Дом с соломенной крышей
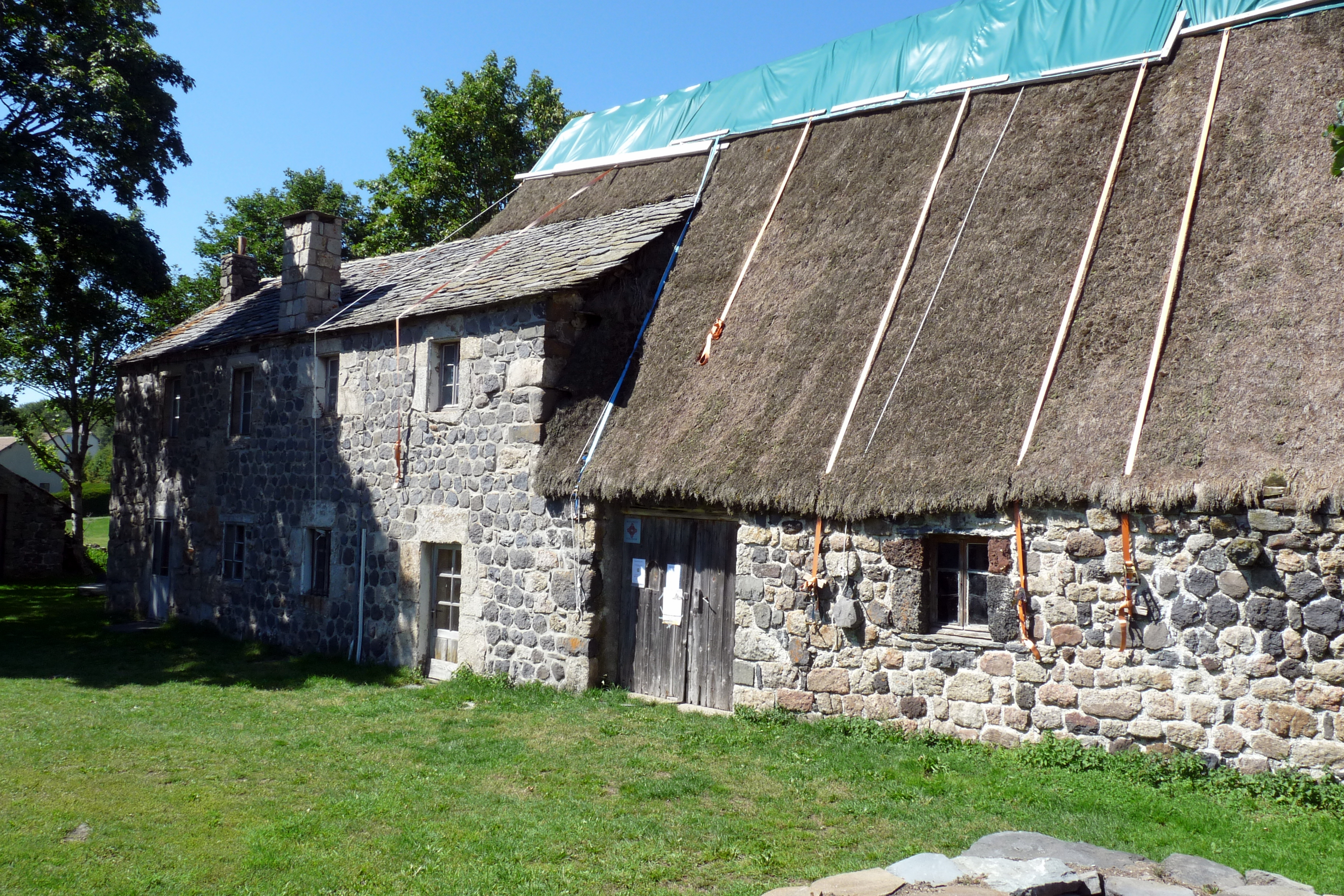
Ферма
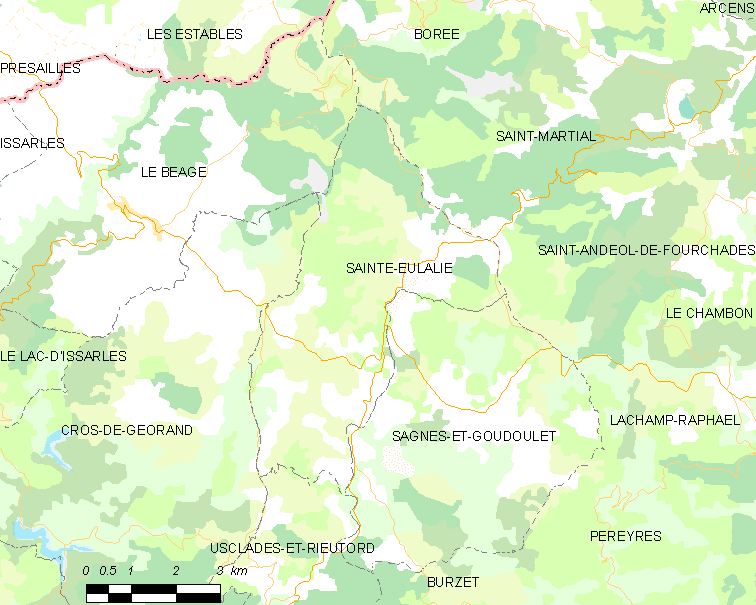
Карта коммуны